# Вибух на шахті «Центральна»
Вибух на шахті «Центральна» у м. Мирноград Донецької області — газово-вугільна аварія, яка сталася 8 березня 2017 року та привела до загибелі 1 гірника.

## Перебіг аварії
У середу 8 березня 2017 року близько 12:30 на глибині 1100 метрів стався викид метану та обвал вугілля на 95 ділянці шахти Центральна (колишня імені Дзержинського), в результаті чого чотири гірники опинилися заблокованими в лаві.
Хоча за інформацією керівника Незалежної профспілки шахтарів Михайла Волинця, яку він розмістив на своїй сторінці у Facebook, аварія сталась о 12:55.
На місце події виїхали рятувальники.
Інформацію про аварію підтвердив голова Донецької ОДА Павло Жебрівський: "Стався викид вугілля і газу. Там знаходилося чотири шахтаря, три встигли вибігти, один десь під завалами. Рятувальники знайшли чоловіка без ознак життя. Його намагаються підняти на поверхню.

## Наслідки аварії
Аварія сталася через викид метану, проте його рівень вдалося стабілізувати досить швидко. Шахтар, що загинув був 1978 року народження та мав сина 2003 року народження. Станом на вечір 8 березня 2017 р. тіло гірника не змогли підняти на поверхню. Створена комісія і вона визначить за день два причини обвалу вугілля і викиду газу.